# Platycleis mistshenkoi
Platycleis mistshenkoi är en insektsart som beskrevs av Bekuzin 1961. Platycleis mistshenkoi ingår i släktet Platycleis och familjen vårtbitare. Inga underarter finns listade i Catalogue of Life.